# 業平橋 (斑鳩町)
業平橋（なりひらばし）は、奈良県生駒郡斑鳩町高安の、富雄川に架かる橋である。
在原業平が自宅と河内国高安（現八尾市）の間を行き来した時に通ったとされる道筋（いわゆる「業平道」）に架かることが由来となっている。
歩行者・自転車専用橋である。

## 新業平橋
業平橋のすぐ南にかかる自動車用橋。